# Forță nucleară

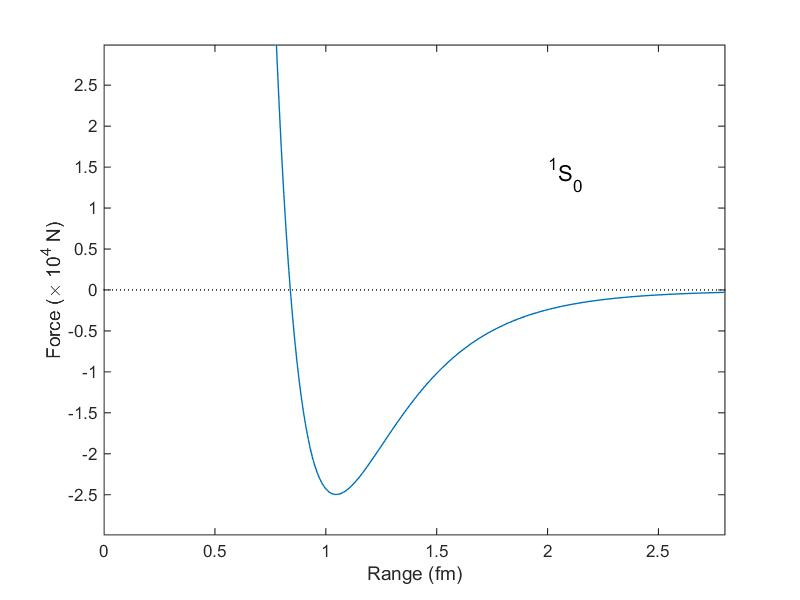
Forța (în zeci de mii de newtoni) între doi nucleoni, în funcție de distanța calculată din potențialul Reid (1968). Spinurile neutronului și protonului sunt aliniate și se află în starea S de moment cinetic. Forța de atrație (negativă) are un maxim la o distanță de aproximativ 1 fm cu o forță de aproximativ. Particulele mult mai apropiate decât distanța de suportă o forță de respingere (pozitivă) mare. Particulele separate de o distanță mai mare de 1 fm sunt încă atrase (potențialul Yukawa), dar forța scade exponențial cu distanța.

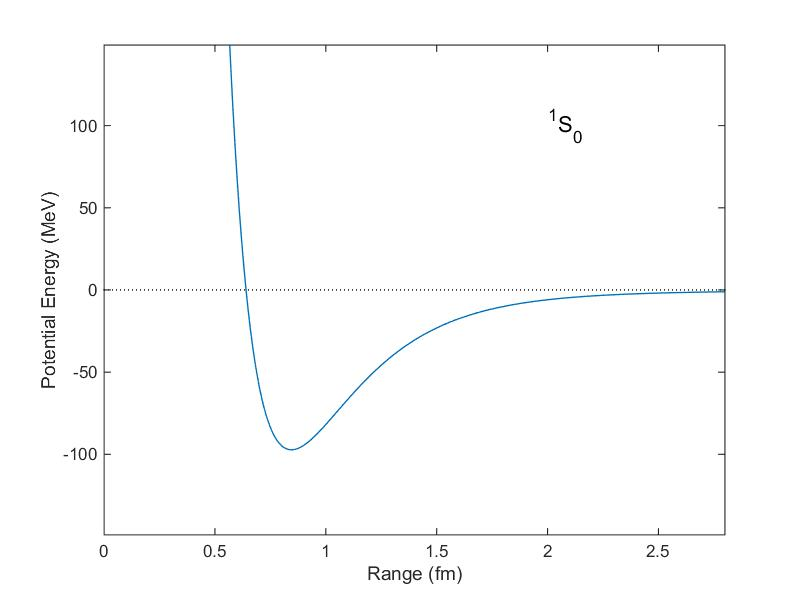
Energia potențială corespunzătoare (în MeV) a doi nucleoni, în funcție de distanța calculată din potențialul Reid. Groapa de potențial este la un minim la o distanță de aproximativ 0,8 fm. Cu acest potențial, nucleonii pot fi legați cu „energie de legătură” negativă.

Forța nucleară (sau interacțiunea nucleon-nucleon sau forța reziduală tare) este o forță care acționează între protoni și neutronii din atomi. Neutronii și protonii, ambii nucleoni, sunt afectați de forța nucleară aproape identic.  Deoarece protonii au sarcină +1 e, ei interacționează printr-o forță electrică care tinde să-i îndepărteze unii de alții, dar la mică distanță forța nucleară de atracție este suficient de puternică pentru a depăși forța electromagnetică.  Forța nucleară leagă nucleonii în nucleele atomice. 
Forța nucleară este o atracție puternică între nucleoni la distanțe de aproximativ 1 femtometru (fm sau 1,0 × 10 -15 metri), dar scade rapid până la valori nesemnificative la distanțe de peste 2,5   fm. La distanțe mai mici de 0,7 fm, forța nucleară devine una de respingere. Această componentă de respingere este responsabilă de dimensiunea fizică a nucleelor, deoarece nucleonii nu pot ajunge mai aproape unii de alții decât permite forța. Prin comparație, dimensiunea unui atom, măsurată în angstromi (Å , sau 1,0 × 10 -10 m), este cu cinci ordine de mărime mai mare. Forța nucleară nu este însă simplă, deoarece depinde de spinul nucleonilor, are o componentă tensorială și poate depinde de impulsul relativ al nucleonilor. Forța nucleară tare este una dintre forțele fundamentale ale naturii. 
Forța nucleară joacă un rol esențial în stocarea energiei utilizate în energia nucleară și în armele nucleare.  Este nevoie de lucru mecanic (energie) pentru a aduce împreună protonii încărcați electric împotriva forței electrice de respingere. Această energie este stocată atunci când protonii și neutronii sunt strânși împreună de forța nucleară pentru a forma un nucleu. Masa unui nucleu este mai mică decât suma totală a masei individuale a protonilor și a neutronilor. Diferența de masă este cunoscută sub denumirea de defect de masă⁠(d), care poate fi exprimată în echivalent energetic. Energia⁠(d) se eliberează atunci când un nucleu greu se separă în două sau mai multe nuclee mai ușoare. Această energie este energia potențială electromagnetică eliberată atunci când forța nucleară nu mai ține împreună fragmentele nucleare încărcate electric.
O descriere cantitativă a forței nucleare se bazează pe ecuații care sunt parțial empirice. Aceste ecuații modelează energiile potențiale internucleonice, sau potențialele. (În general, forțele dintr-un sistem de particule pot fi modelate mai simplu prin descrierea energiei potențiale a sistemului, gradientul negativ al unui potențial⁠(d) este egal cu vectorul forță.) Constantele pentru ecuatii sunt fenomenologice, adică sunt determinate prin adaptarea ecuațiilor la datele experimentale. Potențialele internucleon încearcă să descrie proprietățile interacțiunii nucleon-nucleon. Odată determinat, orice potențial dat poate fi folosit, de exemplu, în ecuația Schrödinger pentru a determina proprietățile mecanice cuantice ale sistemului nucleonic.
Descoperirea neutronului⁠(d) în 1932 a arătat că nucleele atomice sunt formate din protoni și neutroni, ținuți împreună de o forță de atracție. Până în 1935, forța nucleară era imaginată ca fiind transmisă prin particule numite mezoni. Această dezvoltare teoretică cuprindea o descriere a potențialului Yukawa⁠(d), un exemplu timpuriu de potențial nuclear. Mezonii, particule la început pur teoretice, au fost confirmați experimental în 1947. În anii 1970, s-a dezvoltat modelul quarkurilor⁠(d), în care mezonii și nucleonii erau văzuți ca fiind compuși din quarkuri și gluoni. Prin acest nou model, forța nucleară, rezultată din schimbul de mezoni între nucleonii vecini, este un efect rezidual al forței tari.

## Descriere
În timp ce forța nucleară este asociată de obicei cu nucleonii, această forță se resimte, mai general, între hadroni sau particule compuse din quarkuri. La distanțe mici între nucleoni (mai puțin de ~0,7 fm între centrele lor, în funcție de alinierea spinului) forța devine una de respingere, ceea ce ține nucleonii la o anumită distanță medie, chiar dacă aceștia sunt de diferite tipuri.  Această respingere rezultă din forța excluziunii Pauli pentru nucleoni identici (cum ar fi doi neutroni sau doi protoni). O forță de excluziune Pauli apare și între quarkurile de același tip în nucleoni, când nucleonii sunt diferiți (de exemplu un proton și un neutron). 

### Raza de acțiune
La distanțe mai mari de 0,7 fm, forța devine de atracție între nucleonii cu spinurile aliniate, devenind maximă la o distanță centru-centru de aproximativ 0,9 fm.  Dincolo de această distanță, forța scade exponențial, până când, la distanțe de peste 2 fm, ajunge neglijabilă.  Nucleonii au o rază de aproximativ 0,8 fm. 
La distanțe scurte (mai puțin de circa 1,7 fm), forța nucleară de atracție este mai puternică decât forța Coulomb de respingere între protoni; ea depășește astfel respingerea reciprocă a protonilor din nucleu.  Cu toate acestea, forța Coulomb între protoni are o rază de acțiune mult mai mare, deoarece variază cu pătratul invers al distanței între sarcini, iar respingera Coulomb devine astfel singura forță semnificativă între protoni atunci când distanța între ei depășește aproximativ 2 până la 2,5 fm. 
Forța nucleară are o componentă dependentă de spin. Forța este mai puternică pentru particulele cu spinuri aliniate decât pentru cele cu spinuri anti-aliniate. Dacă două particule sunt identice, cum ar fi doi neutroni sau doi protoni, forța nu este suficientă pentru a lega particulele, întrucât vectorii de spin ale celor două particule de același tip trebuie să se îndrepte în direcții opuse atunci când particulele sunt aproape una de alta și sunt (cu excepția spinului) în aceeași stare cuantică.  Această cerință impusă fermionilor rezultă din principiul de excluziune al lui Pauli.  Pentru fermionii de tipuri diferite, cum ar fi un proton și un neutron, particulele pot să fie apropiate una de cealaltă și să aibă spinurile aliniate fără a încălca principiul de excluziune al lui Pauli și forța nucleară le poate lega (în acest caz, într-un deuteron), deoarece forța nucleară este mult mai puternică pentru particulele cu spinurile aliniate.  Dar, dacă spinurile particulelor sunt anti-aliniate, forța nucleară este prea slabă pentru a le lega, chiar dacă acestea sunt de diferite tipuri. 
Forța nucleară are și o componentă tensorială care depinde de interacțiunea dintre spinul nucleonului și momentul cinetic al nucleonilor, ducând la deformare față de o formă sferică simplă. 

### Legătura nucleară
Dezasamblarea nucleului în protoni și neutroni nelegați necesită lucru mecanic împotriva forței nucleare. La fel, se eliberează energie atunci când un nucleu este creat din nucleoni liberi sau alte nuclee: energia nucleară de legătură⁠(d).  Din cauza echivalenței masă-energie (adică celebra formulă a lui Einstein E = mc2), eliberarea acestei energii face ca masa nucleului să fie mai mică decât masa totală a nucleonilor individuali, ducând la așa numitul „defect de masă⁠(d)”.
Forța nucleară este aproape independentă de natura nucleonilor, neutroni sau protoni. Această proprietate se numește independență de sarcină. Forța depinde de alinierea spinurilor nucleonilor (dacă sunt paraleli sau antiparaleli), întrucât are o componentă necentrală sau tensorială.  Această parte a forței nu conservă momentul cinetic orbital care se conservă sub acțiunea forțelor centrale. 
Simetria care rezultă în forța tare, propusă de Werner Heisenberg, este că protonii și neutronii sunt identici în toate privințele, cu excepția sarcinii. Acest lucru nu este complet adevărat, deoarece neutronii sunt puțin mai grei, dar este o simetrie aproximativă. Protonii și neutronii sunt, prin urmare, văzuți ca fiind aceeași particulă, dar cu numere cuantice de izospin⁠(d) diferite; convențional, protonul este izospin în sus, în timp ce neutronul este izospin în jos. Forța tare este invariantă în transformările izospin SU(2), la fel cum alte interacțiuni între particule sunt invariante în transformările de spin intrinsec SU(2). Cu alte cuvinte, atât transformările izospin cât și cele de spin intrinsec sunt izomorfe⁠(d) în raport cu grupul de simetrie SU (2)⁠(d).  Există doar atracții tari atunci când izospinul total al setului de particule care interacționează este 0, ceea ce este confirmat de experimente.
Înțelegerea noastră asupra forței nucleare se obține prin experimentele de împrăștiere și din energia de legătură a nucleelor ușoare. 

O a unei interacțiuni tari neutron-proton mediată de un pion neutru. Timpul trece de la stânga la dreapta.

Forța nucleară apare prin schimbul de mezoni ușori virtuali, cum ar fi pionii virtuali, precum și de două tipuri de mezoni virtuali cu spin (mezoni vectoriali⁠(d)), mezonii rho⁠(d) și mezonii omega⁠(d).  Mesonii vectoriali reprezintă dependența de spin a forței nucleare în această imagine „mezonică virtuală”. 
Forța nucleară este diferită de ceea ce era istoric cunoscut sub numele de forța nucleară slabă. Interacțiunea slabă este una dintre cele patru interacțiuni fundamentale și joacă un rol în procese ca dezintegrarea beta. Forța slabă nu joacă niciun rol în interacțiunea nucleonilor, deși este responsabilă de transformarea neutronilor în protoni și invers.

## Istorie
Forța nucleară a fost în centrul fizicii nucleare încă de când s-a născut acest domeniu în 1932, prin descoperirea neutronului de către James Chadwick. Scopul tradițional al fizicii nucleare este de a înțelege proprietățile nucleelor atomice în termeni de interacțiuni „goale” între perechi de nucleoni sau forțe nucleon-nucleon (forțe NN). 
La câteva luni după descoperirea neutronului, Werner Heisenberg și Dmitri Ivanenko propuseseră modele proton-neutron ale nucleului. Heisenberg a abordat descrierea protonilor și a neutronilor din nucleu prin mecanica cuantică, o abordare care nu era deloc evidentă la vremea respectivă. Teoria lui Heisenberg despre protonii și neutronii din nucleu a fost un „pas important către înțelegerea nucleului ca sistem mecanic cuantic”. Heisenberg a introdus prima teorie a forțelor de schimb nuclear care leagă nucleonii.  El considera că protonii și neutronii sunt stări cuantice diferite ale aceleași particule, adică nucleoni diferențiați prin valoarea numerelor lor cuantice nucleare de izospin⁠(d). 
Unul dintre cele mai vechi modele ale nucleului a fost modelul picăturii de lichid dezvoltat în anii 1930. O proprietate a nucleelor este că energia de legătură medie pe nucleon este aproximativ aceeași pentru toate nucleele stabile, lucru similar cu o picătură de lichid. Modelul picăturii de lichid trata nucleul ca o picătură de lichid nuclear incompresibil, cu nucleoni care se comportă ca moleculele într-un lichid. Modelul a fost propus inițial de George Gamow și apoi dezvoltat de Niels Bohr, Werner Heisenberg și Carl Friedrich von Weizsäcker.  Acest model rudimentar nu explica toate proprietățile nucleului, dar explica forma sferică a majorității nucleelor. Modelul a dat, de asemenea, previziuni bune pentru energia nucleară de legătură⁠(d) a nucleelor. 
În 1934, Hideki Yukawa a făcut cea mai veche încercare de a explica natura forțelor nucleare.  Conform teoriei sale, bosonii masivi (mezonii) mediază interacțiunea dintre doi nucleoni.  Deși, în lumina cromodinamicii cuantice (QCD), teoria mezonului nu mai este percepută ca fundamentală, conceptul de schimb de mezoni (unde hadronii erau tratați ca particule elementare ) continuă să reprezinte cel mai bun model funcțional pentru un potențial cantitativ NN.  Potențialul Yukawa (numit și potențial Coulomb) este un potențial de forma:
{\displaystyle V_{\text{Yukawa}}(r)=-g^{2}{\frac {e^{-\mu r}}{r}},}
unde g este o constantă de scalare a amplitudinii, adică amplitudinea potențialului, μ este masa particulei Yukawa, r este distanța radială față de particulă. Potențialul este monoton crescător, ceea ce înseamnă că forța este întotdeauna una de atracție. Constantele sunt determinate empiric. Potențialul Yukawa depinde doar de distanța dintre particule, r, deci modelează o forță centrală. 
Pe parcursul anilor 1930, un grup de la Universitatea Columbia condus de I.I. Rabi a dezvoltat tehnici de rezonanță magnetică pentru a determina momentele magnetice ale nucleelor.  Aceste măsurători au condus la descoperirea în 1939 a faptului că deuteronul avea și moment cuadripol electric⁠(d). Această proprietate electrică a deuteronului interferea cu măsurătorile făcute de grupul Rabi. Deuteronul, compus dintr-un proton și un neutron, este unul dintre cele mai simple sisteme nucleare. Descoperirea a însemnat că forma fizică a deuteronului nu este simetrică, ceea ce oferea o perspectivă valoroasă asupra naturii forței nucleare care lega nucleonii. În special, rezultatul a arătat că forța nucleară nu era o forță centrală, ci avea și un caracter tensorial. Hans Bethe a identificat descoperirea momentului cuadripol al deuteronului drept unul dintre evenimentele importante din anii formatori ai fizicii nucleare.
Din punct de vedere istoric, misiunea de a descrie fenomenologia forțelor nucleare a fost una formidabilă.  Primele modele cantitative semiempirice au apărut la mijlocul anilor 1950, cum ar fi potențialul Woods-Saxon⁠(d) (1954). Au existat progrese substanțiale în ceea ce privește experimentele și teoria referitoare la forța nucleară în deceniile anilor 1960 și 1970.  Un model influent a fost potențialul Reid (1968). 
{\displaystyle V_{\text{Reid}}(r)=-10.463{\frac {e^{-\mu r}}{\mu r}}-1650.6{\frac {e^{-4\mu r}}{\mu r}}+6484.2{\frac {e^{-7\mu r}}{\mu r}}}
În ultimii ani, experimentatorii s-au concentrat pe subtilitățile forței nucleare, cum ar fi dependența ei de sarcină, valoarea exactă a constantei de cuplare πNN, îmbunătățirea analizei defazajului, datele NN de înaltă precizie, potențialele NN, împrăștierea NN la energii intermediare și înalte, și încercările de a obține forța nucleară din QCD. 

## Forța nucleară ca reziduu al forței tari

O animație a interacțiunii. Cercurile duble colorate sunt gluoni. Anticulorile sunt afișate conform acestei diagrame (versiune mai mare).

Aceeași diagramă ca cea de mai sus, dar în care sunt reprezentate quarkurile individuale constituente, pentru a ilustra modul în care interacțiunea fundamentală tare dă naștere forței nucleare. Liniile drepte sunt quarkuri, în timp ce buclele multi-colorate sunt gluoni (purtătorii forței fundamentale). Alți gluoni, care leagă protonul, neutronul și pionul „în zbor”, nu sunt reprezentate.

Forța nucleară este un efect rezidual al forței fundamentale tari sau a interacțiunii tari.  Interacțiunea tare este forța de atracție care leagă particulele elementare numite „quarkuri” pentru a forma ele însele nucleonii (protoni și neutroni).  Această forță mai puternică este mediată de particule numite gluoni. Clasa gluonilor ține împreună quarkurile prin sarcina de culoare, care este analogă sarcinii electrice, dar mult mai puternică. Quarkurile, gluonii și dinamica lor sunt în mare parte limitate la interiorul nucleonilor, dar influențele reziduale se extind puțin dincolo de limitele nucleonului, dând naștere forței nucleare. 
Forțele nucleare care apar între nucleoni sunt similare cu forțele din chimie dintre atomii sau moleculele neutre numite forțe London. Astfel de forțe între atomi sunt mult mai slabe decât forțele electrice de atracție care țin atomii înșiși împreună (adică care leagă electronii de nucleu) și raza lor de acțiune între atomi este mai scurtă, deoarece acestea apar dintr-o distribuție ușor eterogenă a sarcinilor din interiorul atomului per ansamblu neutru.  În mod similar, chiar dacă nucleonii sunt formați din quarkuri în combinații care anulează majoritatea forțelor gluonice (ei sunt „neutri în raport cu culoarea”), unele combinații de quarkuri și gluoni se fac totuși simțite în exteriorul nucleonilor sub formă de câmpuri de forță nucleară cu rază scurtă de acțiune care se extind de la un nucleon la un alt nucleon din apropiere. Aceste forțe nucleare sunt foarte slabe în comparație cu forțele directe între gluoni („forțele de culoare” sau forțele tari) din interiorul nucleonilor, iar forțele nucleare se extind doar pe o distanță de câteva diametre nucleare, scăzând exponențial cu distanța.  Cu toate acestea, ele sunt suficient de puternice pentru ține împreună neutronii și protonii pe distanțe scurte și pentru a depăși respingerea electrică dintre protoni din nucleu. 
Uneori, forța nucleară este numită forța tare reziduală, spre deosebire de interacțiunile tari care rezultă din QCD. Această formulare a apărut în anii 1970, când se formula domeniul QCD.  Înainte de aceasta, forțele nucleare tari făceau referire la potențialul inter-nucleon.  După verificarea modelului quarkurilor⁠(d), interacțiunea tare a ajuns să fie echivalentă cu QCD. 

## Potențialele nucleon-nucleon
Sistemele cu două nuclee, cum ar fi deuteronul, nucleul unui atom de deuteriu, precum și împrăștierile proton-proton sau neutron-proton sunt ideale pentru studierea forței NN.  Astfel de sisteme pot fi descrise prin atribuirea unui potențial⁠(d) (cum ar fi potențialul Yukawa⁠(d)) nucleonilor și prin utilizarea potențialelor într-o ecuație Schrödinger. Forma potențialului este derivată  fenomenologic (prin măsurare), deși pentru interacțiunea pe distanțe lungi, teoriile pe bază de schimb de mezoni contribuie la construirea potențialului. Parametrii potențialului sunt determinați prin adaptarea la datele experimentale cum ar fi energia de legătură a deuteronului sau secțiunile transversale ale împrăștierii elastice⁠(d) NN (sau, echivalent în acest context, așa-numitele tranziții de fază NN). 
Potențialele NN cele mai utilizate pe scară largă sunt potențialul Paris, potențialul Argonne AV18, potențialul CD-Bonn și potențialul Nijmegen. 
O abordare mai recentă este de a dezvolta teorii efective de câmp⁠(d) pentru o descriere consistentă a forțelor nucleon-nucleon și a celor cu trei nuclee. Hadrodinamica cuantică⁠(d) este o teorie efectivă de câmp a forței nucleare, comparabilă cu QCD pentru interacțiunile de culoare și cu QED pentru interacțiunile electromagnetice. În plus, ruperea simetriei chirale⁠(d) poate fi analizată în termeni de teorie efectivă de câmp (numită teoria perturbației chirale⁠(d)) care permite calcule perturbative⁠(d) ale interacțiunilor dintre nucleoni, având pionii ca particule de schimb. 

### De la nucleoni la nuclee
Scopul final al fizicii nucleare ar fi să descrie toate interacțiunile nucleare pe baza interacțiunilor de bază dintre nucleoni. Aceasta se numește abordarea microscopică sau ab initio⁠(d) a fizicii nucleare. Există două obstacole majore pe care trebuie depășite înainte ca acest vis să devină realitate: 
- Calculele în sistemele cu mai multe corpuri⁠(d) sunt dificile și necesită tehnici avansate de calcul.
- Există dovezi că forțele de trei nucleoni⁠(d) (și, eventual, interacțiunile multi-particulare mai mari) joacă un rol semnificativ. Aceasta înseamnă că trebuie incluse în model potențiale cu trei nucleoni.

Acesta este un domeniu activ de cercetare, progresele tehnicii de calcul conducând la calcule mai bune ale principiilor primare ale structurii învelișului nuclear⁠(d). Au fost puse în aplicare potențiale de doi și trei nucleoni pentru nuclide de până la A = 12. 

### Potențiale nucleare
O modalitate reușită de a descrie interacțiunile nucleare este de a construi un potențial pentru nucleul întreg, în loc să se ia în considerare toate componentele sale nucleonice. Aceasta se numește abordare macroscopică.  De exemplu, împrăștierea neutronilor din nuclee poate fi descrisă luând în considerare o undă plană în potențialul nucleului, care cuprinde o parte reală și o parte imaginară. Acest model este denumit adesea modelul optic, deoarece seamănă cu cazul luminii împrăștiate de o sferă de sticlă opacă. 
Potențialele nucleare pot fi locale sau globale: potențialele locale sunt limitate la o gamă îngustă de energie și/sau la o gamă de masă nucleară îngustă, în timp ce potențialele globale, care au mai mulți parametri și sunt de obicei mai puțin exacți, sunt funcții ale energiei și ale masei nucleare și pot fi utilizate într-o gamă mai largă de aplicații. 